# Szabó István (politikus, 1906–1974)
Szabó István (Köbölkút, 1906. november 17. – Budapest, 1974. július 31.) kommunista politikus, országgyűlési képviselő, az MDP PB tagja; hivatásos katonatiszt, altábornagy. Hat elemi osztály elvégzése után esztergályosi végzettséget szerzett. A második világháborút követően pártvonalon került a Magyar Honvédséghez, később a honvédelmi miniszter helyettese. A Magyar Honvédelmi Sportszövetség elnöke.
Szakvéleményének jelentős szerepe volt abban, hogy a tábornokok pere néven ismert koncepciós eljárásban elítélték a vádlottakat.

## Élete

### Ifjúsága, csehszlovákiai pártkarrierje
Szegény munkáscsaládban született, heten voltak testvérek. Édesapja, Szabó Joachim munkásként kereste a kenyerét, ami mellett négy katasztrális holdnyi földjén gazdálkodott. Munkája mellett aktív kommunista is volt, a Magyarországi Tanácsköztársaság idején a helyi direktórium vezetője lett. Otthonuk a trianoni békeszerződés után az újonnan alakult Csehszlovákia része lett, így a csehszlovák állampolgárságot kaptak.
Szabó István hat elemi iskolai osztályt végzett, majd 11 éves korától munkát kellett vállalnia egy téglagyárban. 1920-ban immár csehszlovák állampolgárként vasesztergályos-tanoncnak állt szülővárosában, majd Komáromban. Ezután 1924-ben, felszabadulása évében Pozsonyba költözött, ahol belépett a vasas szakszervezetbe és kilépett az egyházból, hivatalosan is felekezeten kívülivé válva. 1926-ban csatlakozott a csehszlovák kommunista párt ifjúsági szervezetéhez, majd 1928-ban tagja lett a CSKP egy pozsonyi sejtjének.
Aktivitásának köszönhetően 1930 szeptemberétől 1931 novemberéig a moszkvai Nemzetközi Lenin Iskolába járhatott, és hazatérve függetlenített funkcionáriussá lépett elő (azaz pártfeladataiért kapott fizetést, mellette nem kellett dolgoznia). 1931-től 1934-ig a CSKP dunaszerdahelyi, lévai és losonci járási titkára volt, majd 1934-ben az érsekújvári kerületi pártbizottság titkárává lépett elő. Politikai tevékenysége miatt a csehszlovák hatóságok többször letartóztatták és összesen két évet töltött börtönben. 1934-től a kibővített pártvezetőség, 1937-től pedig a szűkebb pártvezetés tagja lehetett. 1938. november 1-jén elvesztette pártbéli funkcióit, és 1939 márciusában, a Cseh–Morva Protektorátus és Szlovákia létrejöttekor a Szovjetunióba menekült.

### Magyarországi szerepvállalása
A Szovjetunióban eredeti szakmájában helyezkedett el, előbb Vorosilovgrádban (ma Luhanszk, Kelet-Ukrajna), ahol vasesztergályos képesítést szerzett, majd az 1941-es német támadást követően a kazahsztáni Alma-Atába telepítették át az üzemmel együtt. Csak 1944 szeptemberében kapott politikai megbízást: az SZKP Moszkvába rendelte, ahol Rákosi Mátyás rávette, hogy a háborút követően a magyarországi kommunisták között folytassa tevékenységét. 1944. december 12-én érkezett Debrecenbe, ahol előbb a párt kelet-magyarországi bizottságának és debreceni szervezetének titkáraként tevékenykedett, ilyen minőségben a debreceni törvényhatósági bizottságban is tagságot szerzett. 1945 áprilisában Budapesten választották be az Ideiglenes Nemzetgyűlésbe az MKP színeiben, egyben a Debreceni Nemzeti Bizottság tagja lett. Ezt követően 1958-ig minden választáson Hajdú vármegye, illetve Hajdú-Bihar megye területéről szerzett mandátumot. 1946-tól a megyei pártbizottság titkára lett.
1948-ban, a Magyar Dolgozók Pártja megalakulásakor bekerült a Központi Vezetőségbe, továbbá Farkas Mihály honvédelmi miniszter helyettesévé nevezték ki, amihez ezredesi fokozatot kapott. Részt vett a sztálini hidegháborús elvárásoknak megfelelően felduzzasztott hadsereg megszervezésében és a háború előtti tisztikar eltávolításában. 1949-ben tagja lett az MDP Államvédelmi Bizottsága Katonai Albizottságának. KV-tagságát és miniszterhelyettesi pozícióját az 1956-os forradalomig megőrizte, eközben a néphadsereg személyügyi főcsoportfőnöke volt és altábornagyi rangig jutott. Rákosi Mátyás iránta táplált bizalmát jelzi, hogy 1950-től a Nagy Imre által képviselt „új szakasz” 1953 júniusi megkezdéséig az állampárt legfőbb szervében, a Politikai Bizottságban is helyet kapott. 1950-ben a vád egyik szakértője volt a tábornokok koncepciós perében. Olyan szakértői véleményt adott a katonai elhárításnál dolgozó Révész Sándornak, amit később fel tudtak használni a perben a vádlottak bűnösségének igazolására.
A forradalom során elvesztette vezető pártbeosztásait, és később sem jutott jelentősebb funkcióhoz. 1956 novemberében az ellenforradalmi első Kádár-kormány Hajdú-Bihar megyei biztossá nevezte ki. Az 1957 tavaszán lezajlott Farkas-per kapcsán tanúként őt is kihallgatták, ekkor megpróbálta saját maga és Révész felelősségét is elhárítani. 1957 júliusától 1962-ben történt nyugdíjazásáig a Magyar Honvédelmi Sportszövetség országos elnökeként tevékenykedett, mindvégig altábornagyi rangban. Ezután Budapesten élt haláláig.

## Díjai
- Magyar Szabadság Érdemrend, ezüst fokozat (1947)
- Kossuth-érdemrend, II. osztály (1948)
- A Magyar Köztársasági Érdemrend tiszti keresztje (1948)
- A Magyar Népköztársasági Érdemrend III., IV. és V. fokozata (1955)
- A Munka Vörös Zászló Érdemrendje (1955)
- Szocialista Hazáért Érdemrend (1967)
- Felszabadulási Jubileumi Emlékérem (1970)
- Munka Érdemrend, arany fokozat (1970)

## Emlékezete
- Debrecenben a mai Borbiró tér viselte a nevét a rendszerváltozásig.
- Sírja a Kerepesi úti temetőben a „miniszteri sorban” található